# Hobbelrade

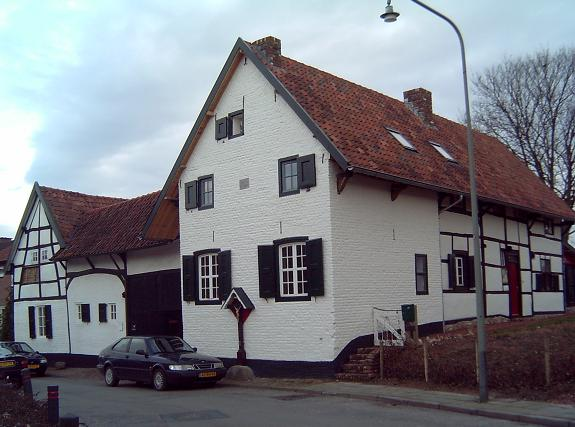
Hoeve De Borgh te Hobbelrade

Hobbelrade (li:Hoebelrao) is een buurtschap van Spaubeek. Deze buurtschap werd voor het eerst schriftelijk vermeld in 1264.
Het betreft een vanuit het dal van de Geleenbeek naar het Centraal Plateau oplopende weg met lintbebouwing.
Aan Hobbelrade 81 vindt men De Borgh, dat is een vierkantshoeve met vakwerk van 1729, dat een woonhuis met puntgevel van 1793 omvat en dat is geklasseerd als Rijksmonument.
Ten westen van Hobbelrade vindt men het Vrouwenbos.
Vanuit Hobbelrade lopen wegen naar Neerbeek, Genhout en Spaubeek.